# العلاقات النمساوية النيكاراغوية
العلاقات النمساوية النيكاراغوية هي العلاقات الثنائية التي تجمع بين النمسا ونيكاراغوا.

## مقارنة بين البلدين
هذه مقارنة عامة ومرجعية للدولتين:
| وجه المقارنة                                              | النمسا                                                    | نيكاراغوا        |
| --------------------------------------------------------- | --------------------------------------------------------- | ---------------- |
| المساحة (كم2)                                             | 83.86 ألف                                                 | 130.38 ألف       |
| عدد السكان (نسمة)                                         | 8.81 مليون                                                | 6.22 مليون       |
| الكثافة السكانية (ن./كم²)                                 | 105.06                                                    | 47.71            |
| العاصمة                                                   | فيينا                                                     | ماناغوا          |
| اللغة الرسمية                                             | اللغة الألمانية، لغة الإشارة النمساوية ‏                   | اللغة الإسبانية  |
| العملة                                                    | يورو، شلن نمساوي، رايخ مارك، شلن نمساوي                   | كوردبا نيكاراغوا |
| الناتج المحلي الإجمالي (بليون دولار)                      | 416.60 مليار                                              | 13.81 مليار      |
| الناتج المحلي الإجمالي (تعادل القوة الشرائية) بليون دولار | 426.99 مليار                                              | 31.63 مليار      |
| الناتج المحلي الإجمالي الاسمي للفرد دولار أمريكي          | 43.77 ألف                                                 | 2.09 ألف         |
| الناتج المحلي الإجمالي للفرد دولار أمريكي                 | 47.68 ألف                                                 | 4.92 ألف         |
| مؤشر التنمية البشرية                                      | 0.885                                                     | 0.631            |
| رمز المكالمات الدولي                                      | +43                                                       | +505             |
| رمز الإنترنت                                              | .at                                                       | .ni              |
| المنطقة الزمنية                                           | توقيت وسط أوروبا، ت ع م+01:00، ت ع م+02:00، أوروبا/فيينا ‏ | 00               |

## مدن متوأمة
في ما يلي قائمة باتفاقيات التوأمة بين مدن نمساوية ونيكاراغوية:
- ترتبط براوناو آم إن مع El Castillo, Nicaragua [الإنجليزية]‏ باتفاقية توأمة.
- ترتبط سالزبورغ مع ليون، نيكاراغوا باتفاقية توأمة منذ 1973.[14][15][16][17]
- ترتبط Ansfelden [الإنجليزية]‏ مع Condega [الإنجليزية]‏ باتفاقية توأمة.
- ترتبط لينتس مع سان كارلوس، ريو سان خوان [الإنجليزية]‏ باتفاقية توأمة منذ 6 مايو 1983.[18]

## منظمات دولية مشتركة
يشترك البلدان في عضوية مجموعة من المنظمات الدولية، منها:
| علم المنظمة | اسم المنظمة                               | تاريخ انضمام النمسا | تاريخ انضمام نيكاراغوا |
| ----------- | ----------------------------------------- | ------------------- | ---------------------- |
|             | مؤسسة التنمية الدولية                     | 28 يونيو 1961       | 30 ديسمبر 1960         |
|             | يونسكو                                    | 13 أغسطس 1948       | 22 فبراير 1952         |
|             | وكالة ضمان الاستثمار متعدد الأطراف        | 16 ديسمبر 1997      | 12 يونيو 1992          |
|             | الأمم المتحدة                             | 14 ديسمبر 1955      | 24 أكتوبر 1945         |
|             | الاتحاد البريدي العالمي                   | ?                   | ?                      |
|             | البنك الدولي للإنشاء والتعمير             | 27 أغسطس 1948       | 14 مارس 1946           |
|             | الاتحاد الدولي للاتصالات                  | 1866                | 12 مايو 1926           |
|             | منظمة حظر الأسلحة الكيميائية              | ?                   | ?                      |
|             | مؤسسة التمويل الدولية                     | 28 سبتمبر 1956      | 20 يوليو 1956          |
|             | المركز الدولي لتسوية المنازعات الاستشارية | 24 يونيو 1971       | 19 أبريل 1995          |
|             | منظمة التجارة العالمية                    | ?                   | ?                      |
|             | منظمة الشرطة الجنائية الدولية             | ?                   | ?                      |

## وصلات خارجية
- موقع وزارة الخارجية النمساوية
- موقع وزارة الخارجية النيكاراغوية